# Queenslandia pulchella
Queenslandia pulchella är en svampart som beskrevs av Bat. & H. Maia 1959. Queenslandia pulchella ingår i släktet Queenslandia, divisionen sporsäcksvampar och riket svampar.   Inga underarter finns listade i Catalogue of Life.